# كتاب القصائد (الكتاب المقدس)
كتاب القصائد (الكتاب المقدس) (باليونانية: Ὠδαί)، بالانكليزية (Book of Odes ) هو كتاب من الكتاب المقدس موجود فقط في الأناجيل الأرثوذكسية الشرقية وتم تضمينه أو إلحاقه بعد المزامير في الطبعة النقدية لألفريد رالفز من الترجمة السبعينية، القادمة من المخطوطة الإسكندرانية في القرن الخامس. الفصول عبارة عن صلوات وأغاني (أناشيد) من العهدين القديم والجديد.

## المحتوى
فصول هذا الكتاب التي قدمها رالفز هي: نشيد موسى الأول (خروج 15: 1-19) نشيد موسى الثاني (تثنية 32: 1-43) صلاة حنة أم صموئيل (1 صموئيل 2: 1-10) حبقوق الصلاة (حبقوق 2:3-19) صلاة إشعياء (إشعياء 9:26-20) صلاة يونان (يونان 3:2-10) صلاة عزريا (دانيال 26:3-45، القانون الجديد) نشيد الشباب الثلاثة ( دانيال 3: 52-90، القانون الثاني) تعظم. صلاة مريم العذراء (لوقا 1: 46-55) ترنيمة بنديكتوس لزكريا (لوقا 1: 68-79) ترنيمة الكرم: ترنيمة إشعياء (إشعياء 5: 1-7) صلاة حزقيا (إشعياء 38: 10-20) ) صلاة منسى، ملك يهوذا، أثناء أسره في بابل (انظر أخبار الأيام الثاني 33: 11-13؛ وجدت أيضًا في قانون آخر من سفر التثنية) Nunc Dimitis. صلاة سمعان (لوقا 2: 29-32) غلوريا إكسيلسيس ديو. ترنيمة الصباح الباكر، (أجزاء من لوقا 2: 14، مزمور 35: 10-11، 118: 12، 144: 2).

## وصلات خارجية
- قراءة محتوى كتاب القصائد